# Стејплхерст (Небраска)
Стејплхерст (енгл. Staplehurst) град је у америчкој савезној држави Небраска.

## Демографија
По попису из 2010. године број становника је 242, што је 28 (-10,4%) становника мање него 2000. године.
| Група             | 2000.       | 2010.       |
| Белци             | 262 (97,0%) | 237 (97,9%) |
| Афроамериканци    | 0 (0,0%)    | 1 (0,4%)    |
| Азијати           | 1 (0,4%)    | 0 (0,0%)    |
| Хиспаноамериканци | 1 (0,4%)    | 2 (0,8%)    |
| Укупно            | 270         | 242         |